# 山田屋権兵衛

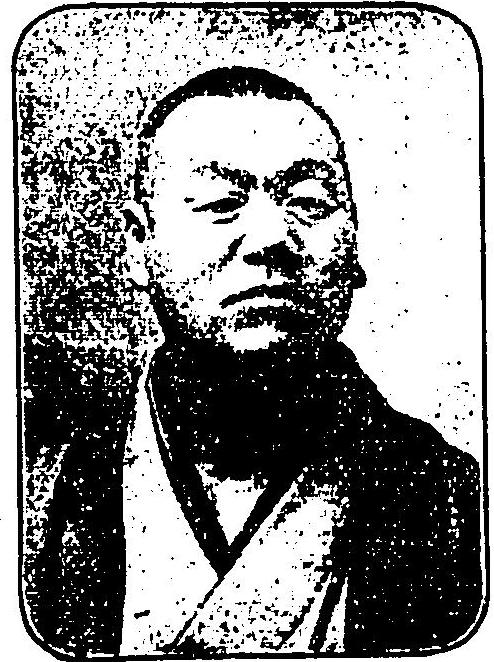
田畑安吉肖像写真。『現代人物史』所収。

山田屋 権兵衛（やまだや ごんべえ）は江戸時代より約400年、代々市谷甲良屋敷（現市谷柳町25番地）で米、味噌、麹の製造、販売を生業とした一族。
初代は甚右衛門と称し、元禄13年（1700）に甲良氏がこの地を拝領する以前の寛永18（1641）年から地守を務めており、以前の所有者であった前田家清泰院（前田綱紀の実母）御局栄順尼の縁者という（市谷町方書上二）。
13代権兵衛は天然理心流剣術道場主近藤周助に店貸ししていた。嘉永2年（1849年）に近藤勇の実家、宮川家と交わされた「養子差出一件」に保証人としてその名前が記される。また、嘉永4年に問屋再興の際には、米屋、および味噌屋問屋としてその名が確認できる（養子差出一件と同一の印鑑が使用されている）。明治5年（1872）の「第三大区小六区志」によると、味噌製造高47石、麹製造高40石となっている。
14代田畑安吉は牛込区会議員、東京市会議員を歴任し、縁戚に当る升本喜兵衛 (初代)とともに土地開発を手懸ける。また下六番町（現千代田区六番町）に出店し、15代常吉のとき、屋号を山権商店と改める。このころまで、升本を経由して東京の酒造業の使用した酒麹を一手に担っていたことも特筆されよう。
しかし16代福太郎の代になると、酒造業も大規模化し、徐々に需要も失われ、昭和17年から行われた戦時統制に従い、酒麹の製造業を撤退。また、昭和20年5月25日の戦災により、下六番町の店舗を失い、廃業した。